# Hired Guns
Hired Guns (letteralmente "armi noleggiate") è un videogioco di ruolo-azione prodotto da DMA Design e distribuito da Psygnosis, inizialmente uscito per Amiga nel 1993. Le vicende narrate sono ambientate nell'anno 2712 in un mondo ostile e decadente. Il giocatore controlla 4 mercenari selezionabili da una rosa di 12: anche nell'esperienza in singolo, il giocatore controlla contemporaneamente, grazie a una doppia divisione dello schermo (orizzontale e verticale), tutti e quattro i personaggi.

## Modalità di gioco
Il gioco, in prima persona a scatti (come nei videogiochi di ruolo della saga di Dungeon Master o Eye of the Beholder), consente simultaneamente a ben 4 persone di partecipare all'azione: i controlli prevedono l'utilizzo di joystick, mouse o tastiera. Su un Amiga di prima generazione il gioco risente solo marginalmente dei limiti hardware, rispetto alla versione DOS, mentre il sonoro è di gran lunga superiore, e, nella versione AGA, si può beneficiare di effetti audio aggiuntivi.
L'area di gioco è in 3D, con mostri e nemici dotati di intelligenza artificiale. Sono a disposizione un'ampia scelta di oggetti e armi, livelli intricati, ambienti diversificati.
È disponibile la modalità cooperativa per l'intera campagna per due, tre o quattro giocatori, oltre ad una serie di livelli di pratica e le varianti in stile deathmatch che ne conseguono.